# Аграфобия
Аграфо́бия — боязнь сексуальных домогательств.

## Симптомы
Симптомы включают одышку, нарушение потоотделения, сухость во рту, приступы тревоги, нарушение сердцебиения.
Некоторые люди, страдающие данной фобией, испытывают страх всё время. У других же боязнь возникает при различных стимулах, в том числе при напоминании о травматическом событии, которое произошло в прошлом и которое способствовало развитию аграфобии.